# Ricardo Bañuelos
Ricardo Bañuelos es un deportista mexicano que compitió en saltos de plataforma. Ganó una medalla de bronce en los Juegos Panamericanos de 1983, en la prueba individual.

## Palmarés internacional
| Juegos Panamericanos | Juegos Panamericanos | Juegos Panamericanos | Juegos Panamericanos |
| Año                  | Lugar                | Medalla              | Prueba               |
| -------------------- | -------------------- | -------------------- | -------------------- |
| 1983                 | Caracas (Venezuela)  | Medalla de bronce    | Plataforma 10 m      |